# Тела вращения

Образование поверхности вращения

Тела вращения — объёмные тела, возникающие при вращении плоской геометрической фигуры, ограниченной кривой, вокруг оси, лежащей в той же плоскости.

## Примеры тел вращения
- Шар — образован полукругом, вращающимся вокруг диаметра разреза
- Цилиндр — образован прямоугольником, вращающимся вокруг одной из сторон

За площадь боковой поверхности цилиндра принимается площадь его развёртки:
{\displaystyle S_{bok}=2\pi rh}.
- Конус — образован прямоугольным треугольником, вращающимся вокруг одного из катетов

За площадь боковой поверхности конуса принимается площадь его развертки:
{\displaystyle S_{bok}=\pi rl}.
Площадь полной поверхности конуса:
{\displaystyle S_{poln}=\pi r(r+l)}.
- Тор — образован окружностью, вращающейся вокруг прямой, не пересекающей его[2]

При вращении контуров фигур возникает поверхность вращения (например, сфера, образованная окружностью), в то время как при вращении заполненных контуров возникают тела (как шар, образованный кругом).

## Объёмтел вращения

### Вращение вокруг оси x

Объём тела, образуемого вращением вокруг оси {\displaystyle x} фигуры, ограниченной графиком функции {\displaystyle y=f(x)} на интервале {\displaystyle [a;b]}, осью {\displaystyle x} и прямыми {\displaystyle x=a} и {\displaystyle x=b}, равен:
{\displaystyle V_{x}=\pi \int _{a}^{b}f^{2}(x)dx}

### Вращение вокруг оси y

Объём тела, образуемого вращением вокруг оси {\displaystyle y} фигуры, ограниченной графиком функции {\displaystyle y=f(x)} на интервале {\displaystyle [a;b]}, осью {\displaystyle x} и прямыми {\displaystyle x=a} и {\displaystyle x=b}, равен:
{\displaystyle V_{y}=2\pi \int _{a}^{b}xf(x)dx}

### Теорема Гульдина
Объём и площадь поверхности тел вращения можно также узнать при помощи теорем Гульдина-Паппа, которые связывают площадь или объём с центром масс фигуры.
- Первая теорема Гульдина-Паппа гласит:

| Площадь поверхности, образуемой при вращении линии, лежащей в плоскости целиком по одну сторону от оси вращения, равна произведению длины линии на длину окружности, пробегаемой центром масс этой линии. |

- Вторая теорема Гульдина-Паппа гласит:

| Объём тела, образуемого при вращении фигуры, лежащей в плоскости целиком по одну сторону от оси вращения, равен произведению площади фигуры на длину окружности, пробегаемой центром масс этой фигуры. |